# 경희대학교의료원
경희대학교의료원(慶熙大學校醫療院, Kyung Hee University Healthcare System)은 경희대학교의 부속 병원을 총괄 운영하는 조직이다.

경희의료원은 2021년 기준 1,041병상(의대병원 851병상, 치대병원 20병상, 한방병원 170병상)을 갖추고 있으며, 연간 입원 환자는 38만여 명, 외래 환자는 130만여 명이다.
1965년에 경희대학교가 동양의과대학을 합병하는 동시에 의과대학의 부속병원 설립을 준비하여, 1971년 10월 5일에 개원하였다. 이후 교육과 연구, 진료의 3대 목표의 수행과 함께 양한방 복합병원으로 동서의학의 협진을 통해 의료의 발전을 도모하고 있다.

## 구성
- 경희대학교의료원
  - 경희의료원
    - 경희대학교병원
    - 경희대학교치과병원
    - 경희대학교한방병원
    - 동서협진센터 (경희의료원)
    - 의과학연구원

  - 강동경희대학교병원
    - 강동경희대학교의대병원
    - 강동경희대학교치대병원
    - 강동경희대학교한방병원
    - 동서협진센터 (강동경희대학교병원)

## 연혁
- 1965년 3월 27일에 학교법인 고황재단 이사회가 동양의과대학의 흡수 합병을 결의하였고, 이후 4월 27일에 합병 조인과 함께 대지 6,000평, 건평 10,592평의 의과대학 부속병원을 착공하였다.
- 1966년 6월 1일 의과대학 부속 안암 한의원이 개원.
- 1970년 6월 1일 부속병원을 경희의료원으로 개칭.
- 1971년 2월 4일 동서의학연구소를 설치.
- 1971년 10월 5일 허가 병상 100병상 규모의 경희의료원이 개원.
- 1974년 1월 20일 경희대학교 의과대학이 대한민국 최초로 한의학 박사 과정을 신설.
- 1974년 3월 1일 의료법의 개정에 따라 부속 한의원이 부속 한방병원으로 승격 허가를 얻음.
- 1975년 3월 17일 서울특별시 영등포구 영등포2가에 한방병원 영등포분원을 개설.
- 1975년 9월 17일 한방병원 영등포 분원이 의과대학 부속 영등포 한방병원으로 승격 허가를 얻음.
- 1976년 1월 29일 안암 한의원이 의과대학 부속 안암 한방병원으로 승격.
- 1977년 3월 19일 시내 한방병원이 서울 종로구로 신축 이전.
- 1991년 4월 25일 제2의료원 기공.
- 1999년 8월 18일 시내한방병원이 종로경희한방병원으로 개칭.
- 2000년 4월 27일 강남경희한방병원 병실 70병상 개설허가.
- 2001년 4월 1일 종로경희한방병원이 폐원.
- 2006년 6월 12일 동서신의학병원이 개원.
- 2008년 3월 26일 경희대학병원학교 개소식.
- 2010년 7월 1일 경희의료원과 동서신의학병원을 경희대학교 의료원으로 개편하고, 경희대학교병원과 강동경희대학교병원으로 개칭하였다.[1]

## 참고 문헌
- 《경희대학교 요람》, 2005년.